# 南まゆ子
南 まゆ子（みなみ まゆこ、1980年10月22日 - ）は、日本の女性起業家。株式会社アイエフラッシュ代表取締役社長。IFLまつげエクステンション協会理事長理事長。

## 来歴・人物
神田外語大学英米語学科卒業。大学在学中に、旅行会社に就職するため大学在学中に専門学校に通い旅行業務取扱管理者の資格を取得したが、翌年の9.11のテロで旅行会社の新卒募集がなかたっため断念。
24歳で結婚、出産を機に専業主婦となったが、子供が２歳の時に以前から学んでいた色々な美容術を周囲の主婦たちに教えられないかとスクールを運営。
その後、2010年に株式会社アイエフラッシュを設立。
運営する美容サロンアイズと姉妹店のアロマサロンアイラは埼玉県内に計15店、全従業員が20代、30代の女性であることもあり、女性の育成や女性の社会進出にも力を入れている。
また地元埼玉の活性化にも努めており、さいたま市「男女共同参画推進協議会」委員、「さいたま商工会議所振興会」委員などを歴任。
2018年には第17回女性起業家大賞、最優秀賞を受賞。
2006年8月生まれの長女がいる。
キャリアコンサルタント 産業カウンセラーとしても活動中。

## 主な著書
- 『「まつげエクステ」開業成功マニュアル』　南まゆ子（『牧野出版』2013年5月、ISBN 9784895001687）